# Ajmer
Ajmer (rajasthani : अजमेर, ourdou : اجمیر) est une ville du Rajasthan en Inde. Elle est cernée par les montagnes Ârâvalli. Elle se trouve à 135 km à l'ouest de Jaipur - la capitale du Rajasthan.
Ajmer est un chef-lieu de district et le siège du diocèse catholique d'Ajmer.

## Historique
Elle était une capitale royale sous le règne du râja Prithivîrâja Châhumâna III.
Depuis 1875, Ajmer accueille le prestigieux Mayo College, une des meilleures écoles anglophones du pays.

## Sites touristiques
- Ajmer Sharif Dargah
- Statue de Parshvanatha

- The Ajmer Sharif Dargah:

- Happy valley (Chashma a Noor)
- Dargah Of Miran Syed Husain:
- Taragarh Fort:
- Adhai Din Ka Jhonpda: mosquée construite en 1193,
- Akbari Fort & Museum :
- Lac Foysagar :

- tombeau de Khwaja Husain Ajmeri:

- Lac Anasagar

- The Sai Baba Temple:

- Lord Ram

- Soniji Ki Nasiyan ou Ajmer Jain temple : temple jaïnisme

- Lac Foy Sagar:
- Nareli Jain Temple:
- Mayo College